# Cianite
La cianite (simbolo IMA: Ky), o kyanite, nota anche distene o sapparite, è un minerale comunemente presente nella classe dei minerali di "silicati e germanati". Possiede composizione chimica Al2[O|SiO4], è quindi chimicamente un silicato di alluminio. Strutturalmente, appartiene ai nesosilicati.

## Etimologia e storia
Il nome cianite deriva dal greco κύανος (metallo scuro, flusso di vetro blu, smalto, pietra smaltata, smalto di rame, blu di montagna, oltremare; secondo Omero) e si riferisce al suo colore prevalentemente blu. Il termine cardo deriva anche dal greco δις (dis=due) σθένος (stenos=forza) e si riferisce alla forte anisotropia delle proprietà di durezza; infatti la durezza del cristallo varia a seconda delle direzioni di scalfittura. Per la precisione, assumerà un valore da 4 a 5 lungo la direzione di allungamento del prisma e da 6.5 a 7 sulla faccia ortogonale.
Il nome cianite è stato dato al minerale nel 1789 da Abraham Gottlob Werner. Il termine distene deriva invece da René Just Haüy (1801).

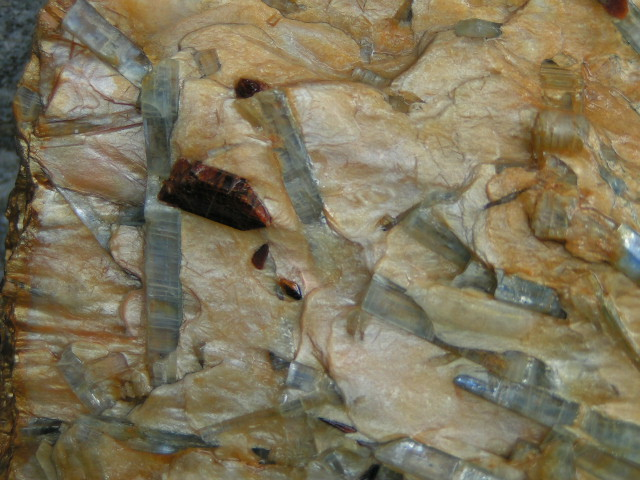
Particolare di un cristallo di cianite (distene)

## Classificazione
Già nell'obsoleta, ma in parte ancora in uso, 8ª edizione della sistematica minerale secondo Strunz, la cianite apparteneva alla classe minerale dei "silicati e germanati" e lì alla sottoclasse dei "nesosilicati con anioni estranei agli anioni tetraedrici (nesosubsilicati)", dove era classificata insieme ad andalusite, boromullite, kanonaite, krieselite, mullite, sillimanite, topazio e yoderite, con le quali forma il "Gruppo Topazio" con il sistema nº VIII/B.02.
Anche la 9ª edizione della sistematica minerale di Strunz, valida dal 2001 e utilizzata dall'Associazione Mineralogica Internazionale (IMA), classifica la cianite nella categoria dei "nesosilicati". Tuttavia, oltre all'eventuale presenza di altri anioni, anche questa viene ulteriormente suddivisa in base alla coordinazione dei cationi coinvolti, in modo che il minerale appartenga alla suddivisione dei "nesosilicati con anioni aggiuntivi; cationi in [4], [5] e/o soltanto coordinazione [6]", dove è l'unico membro del gruppo senza nome 9.AF.15.
La classificazione dei minerali secondo Dana, che viene utilizzata principalmente nel mondo anglosassone, classifica la cianite nella classe dei "silicati e germanati", ma anche nella già più finemente suddivisa divisione dei "nesosilicati: gruppi SiO4 e O, OH, F e H2". Qui è l'unico membro del "Sottogruppo della cianite - Al2SiO5" con il sistema nº 52.02.2c all'interno della sottodivisione "Nesosilicati con gruppi SiO4 e O, OH, F e H2O con cationi in [4] e >[4] coordinazione".

## Abito cristallino
La cianite cristallizza nel sistema triclino nel gruppo spaziale P1 (gruppo nº 2) con i parametri reticolari a = 7,124 Å, b = 7,856 Å, c = 5,577 Å e α = 89,99°, β = 101,12° e γ = 105,19° e 4 unità di formula per cella unitaria.
Comuni a tutte le modifiche di Al2SiO5 sono gli ottaedri [AlO6], che sono collegati tra loro tramite bordi comuni paralleli all'asse {\displaystyle c}. A differenza dell'andalusite e della sillimanite, tuttavia, la cianite ha l'impacchettamento più denso del composto come modifica ad alta pressione. La formula di coordinazione per la cianite è Al[6]Al[6][O|SiO4] con piccoli additivi a Fe3+ e Cr3+.

La cianite costituisce insieme all'andalusite e la sillimanite le tre forme polimorfiche del Al2SiO5 di cui la cianite è il membro di alta pressione. La presenza di queste forme polimorfiche è estensivamente utilizzata per caratterizzare le rocce metamorfiche.

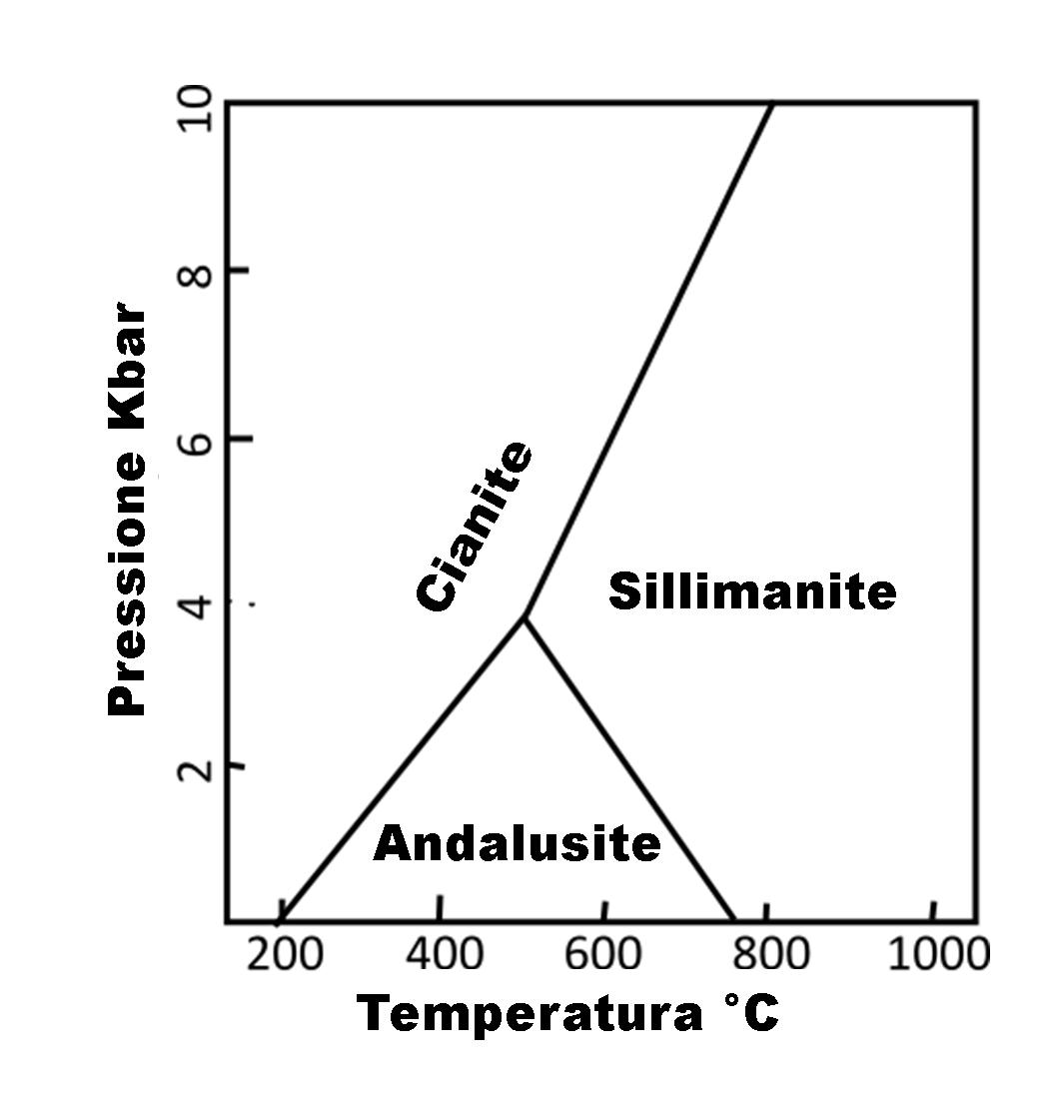
Diagramma di fase Al_{2}SiO_{5} cianite-sillimanite-andalusite

## Proprietà
La proprietà eccezionale della cianite è la sua estrema anisotropia in relazione alla sua durezza. Questa varia tra 6 e 7 in direzione dell'asse {\displaystyle b} e tra 4,5 e 5,5 in direzione dell'asse {\displaystyle c} (durezza Mohs). La seconda caratteristica peculiare è il colore blu spesso intenso. Entrambe le proprietà hanno successivamente portato alla denominazione del minerale.
Con una densità da 3,56 a 3,67 g/cm³, la cianite appartiene ai minerali pesanti insieme ad anatasio, brookite, epidoto e ad altri. È scarsamente solubile in acido fluoridrico (HFaq) e ha una debole fluorescenza rossa.
Il minerale ottiene il suo colore prevalentemente bluastro dall'incorporazione di piccoli contenuti fino allo 0,5 % di ossido ferrico (Fe2O3).

## Modificazione e varietà
La cianite è un membro del gruppo Al2SiO5 e trimorfa con gli altri membri andalusite e sillimanite, cioè la sostanza chimica con la composizione Al2[O|SiO4] si presenta in modo simile al carbonio in tre diverse modificazioni. Tuttavia, l'andalusite e la sillimanite cristallizzano nel sistema ortorombico e l'alluminio è coordinato in modo diverso.
Una rara varietà verde si chiama cromocianite. La reticite (secondo Naumann, 1828) è una varietà di colore che va dal grigio scuro al nero con forme di aggregati cristallini aghiformi a ciuffi a causa della grafite incorporata.

## Origine e giacitura
La cianite si rinviene nelle facies eclogitiche dei metabasalti e delle rocce metasedimentarie. Quando queste rocce subiscono un processo di subduzione, a pressioni superiori a 20 kbar, si instaurano dei processi metamorfici che moltiplicano l'abbondanza relativa della cianite: nelle rocce mafiche si rileva la presenza associata di paragonite, zoisite e lawsonite, mentre nelle metapeliti e nelle metagrovacche si associa a cloritoidi e staurolite. La cianite si decompone in corindone e stishovite a pressioni superiori a 160 kbar e temperature comprese fra 1 000 e 1 400 K.
La cianite non è presente nella composizione tipica del mantello terrestre. L'allumina nel mantello viene contenuta dal granato finché la sua struttura rimane stabile, fino a 200 Kbar.
La cianite si forma metamorficamente in sedimenti clastici ricchi di alluminio (per lo più pelitati) esposti a temperature e pressioni medio-alte (metamorfismo mesozonale di tipo Barrow). Tipici di questo sono l'ardesia, lo gneiss e le granuliti, che si sono formate dai sedimenti. Negli scisti verdi e negli eclogiti, la cianite appare solo sporadicamente. È un importante minerale conduttore di facies per la sequenza pressione-temperatura durante la metamorfosi. Solo raramente si presenta sotto forma di cristalli blu scuro di qualità gemma nelle pegmatiti. La cianite può anche presentarsi come detrito nei sedimenti.
I seguenti minerali formano la paragenesi con la cianite: almandino, biotite, orneblenda verde, muscovite, quarzo, rutilo e staurolite.
La cianite è una tipica formazione rocciosa ed è già stata rilevata come una formazione minerale frequente in molti siti, con circa 1300 siti noti a partire dal 2013.
Barra do Salinas, nello stato brasiliano di Minas Gerais, è nota per gli eccezionali ritrovamenti di cianiti, dove sono stati trovati aggregati colonnari lunghi fino a 15 centimetri (e oltre). Tuttavia, i più grandi cristalli di cianite conosciuti fino ad oggi hanno raggiunto una lunghezza fino a mezzo metro.
In Germania, il minerale si trovava vicino a Elzach (Untereck), Gaggenau e presso la Holzschlägermatte vicino a Horben nel Baden-Württemberg, tra gli altri luoghi; in diverse località dei Fichtelgebirge e della Foresta dell'Alto Palatinato in Baviera; a Finkenberg, Drachenfels e Dächelsberg presso Niederbachem nella Renania Settentrionale-Vestfalia; sull'Hüttenberg presso Glees e sul Kappiger Ley presso Wehr nell'Eifel della Renania-Palatinato; nei pressi di Penig e Freiberg in Sassonia e nei dintorni di Buchholz-Kuden, Niendorf e Schuby nello Schleswig-Holstein.
In Austria, la cianite è stata trovata in diversi luoghi come l'Hüttenberger Erzberg, nelle Alpi della Gurktal e nella Koralpe, negli Alti Tauri dalla Carinzia a Salisburgo, nel Waldviertel nella Bassa Austria, nelle Alpi di Fischbach in Stiria, nel Tirolo Settentrionale e nella valle di Gafluna nel Vorarlberg.
In Svizzera, il minerale si trova principalmente nel Canton Ticino. Il Pizzo Forno in Val Piumogna è particolarmente rinomato qui. Tuttavia, alcuni siti sono noti anche nei cantoni Grigioni e del Vallese.
Altri siti sono sparsi un po' in tutto il mondo.

## Utilizzi

### Come materia prima
La cianite, come l'andalusite e la sillimanite, funge da base per la produzione di prodotti altamente refrattari e porcellane.

### Come pietra preziosa

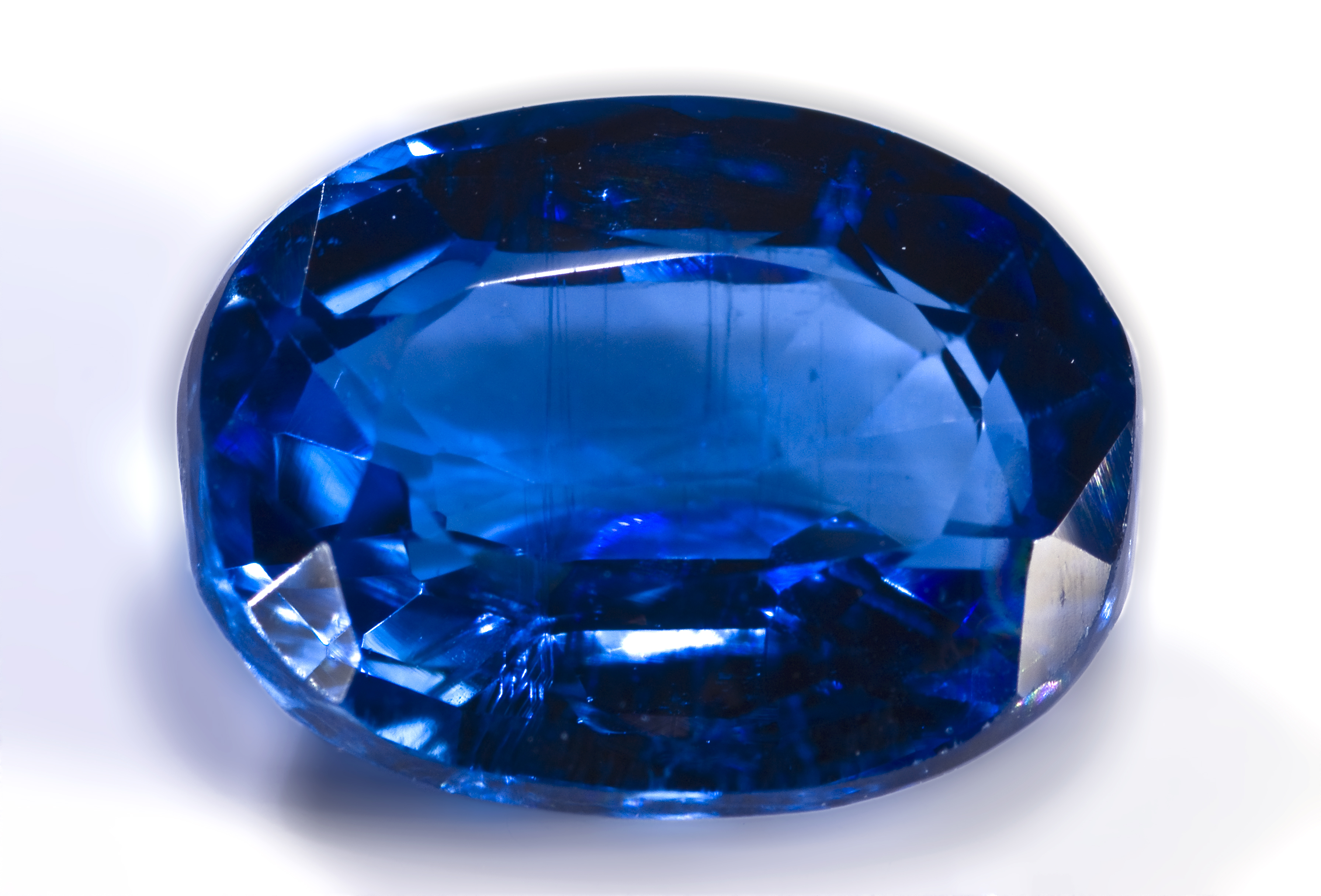
Cianite a taglio ovale proveniente dal Nepal

La cianite è raramente usata come pietra preziosa, poiché è difficile da tagliare a causa delle sue insolite proprietà di durezza e della perfetta sfaldatura. A causa del suo colore, può essere confusa con acquamarina, benitoite, cordierite, dumortierite, zaffiro e tormalina blu (indigolite).
| I maggiori produttori di cianite nel 2019 | I maggiori produttori di cianite nel 2019 | I maggiori produttori di cianite nel 2019 |
| Posizione                                 | Paese                                     | Produzione (tonnellate)                   |
| ----------------------------------------- | ----------------------------------------- | ----------------------------------------- |
| 1                                         | Sudafrica                                 | 190000                                    |
| 2                                         | Stati Uniti                               | 91300                                     |
| 3                                         | India                                     | 72700                                     |
| 4                                         | Perù                                      | 40000                                     |

## Forma in cui si presenta in natura
La cianite si sviluppa prevalentemente in cristalli da prismatici a tabulari con una brillantezza simile al vetro sulle superfici, ma si presenta anche sotto forma di aggregati minerali fibrosi o granulari o massicci. Nella sua forma pura, la cianite è incolore e trasparente. Tuttavia, a causa della rifrazione multipla della luce dovuta a difetti di costruzione del reticolo o alla formazione policristallina, può anche apparire bianca e, a causa di mescolanze estranee, assumere un colore da chiaro a blu scuro, blu-viola, da verdastro a brunastro e raramente rossastro, per cui la trasparenza diminuisce di conseguenza.